# Masacre de Capistrello
La masacre de Capistrello fue una matanza cometida el 4 de junio de 1944 por parte de tropas nazis y fascistas en Capistrello, una pequeña aldea ubicada en Abruzzo, Italia, en el marco de la Segunda Guerra Mundial. 
El 20 de marzo se había producido un acontecimiento trágico en el que un joven de la localidad había sido salvajemente torturado y asesinado. El subsecuente cerco efectuado por los nazis y los fascistas en las pendientes del monte Salviano condujo al arresto y posterior tortura de 33 pastores y ganaderos, quienes murieron tiroteados cerca de la estación de ferrocarril de Capistrello.

## Contexto
La masacre ocurrió pocos días antes del avance de los Aliados sobre la Línea Gustav, lo que forzaría la retirada de los alemanes cerca de 10 kilómetros al norte, a la Línea Hitler, la cual demostró ser vulnerable, siendo posteriormente llamada Línea Senger (este movimiento solo permitió a la Wehrmacht una mera ralentización del avance de las Fuerzas Aliadas). Cuando las tropas alemanas alcanzaron la ruta estatal 82 del valle del Liri, uno de los puntos de enlace entre Cassino, Marsica y Roma, procedieron a realizar una serie de arrestos y tiroteos a partisanos así como a acometer represalias contra la población de los territorios que ocupaban o atravesaban.

## Masacre

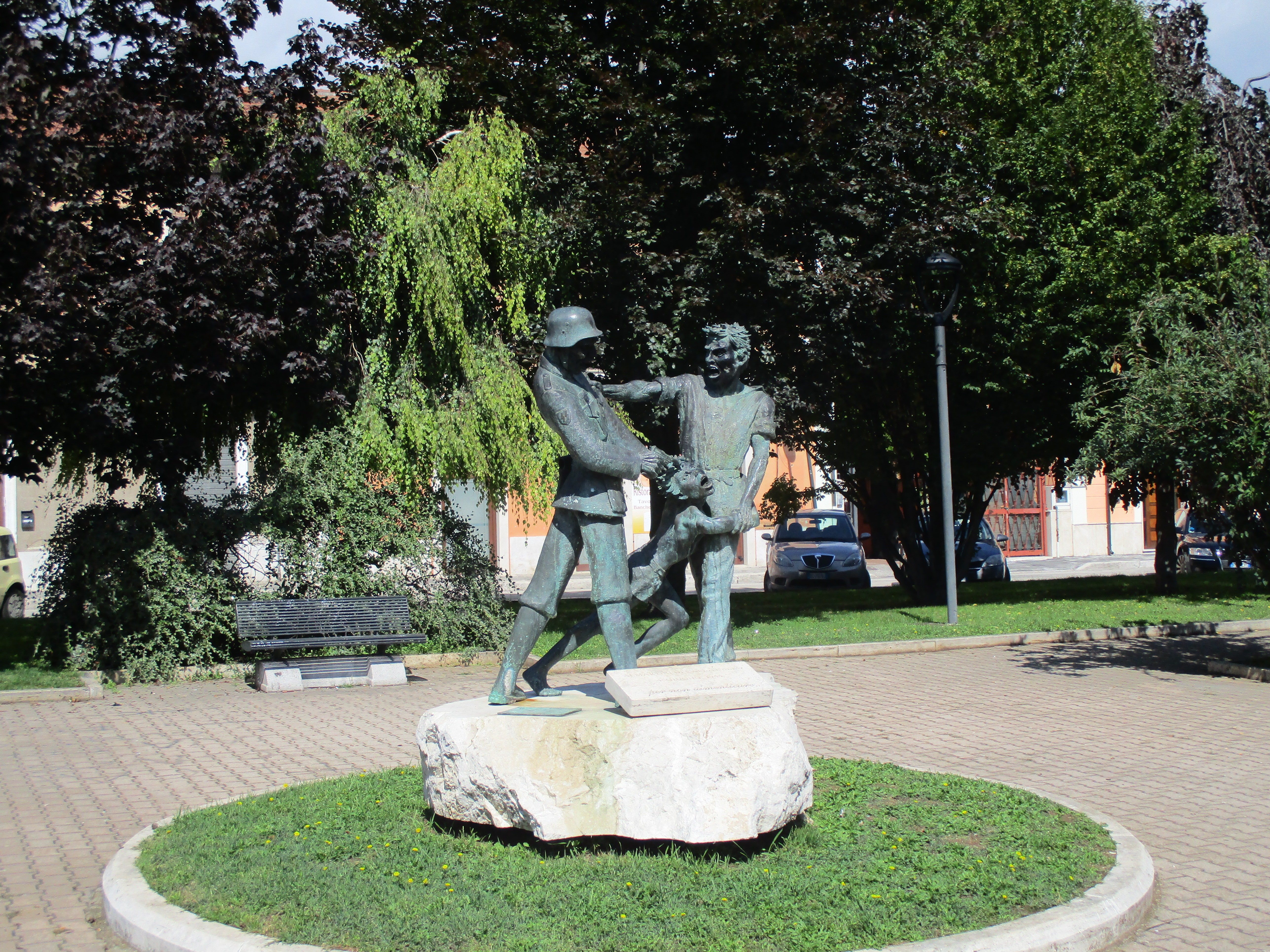
Memorial en honor a los mártires de Capistrello, en Avezzano, Abruzzo (Italia).

El primer episodio sangriento en Capistrello tuvo lugar el 20 de marzo con el asesinato de Piero Masci, un joven de 18 años oriundo de la localidad. Masci se vio obligado, al igual que el resto de su familia, a dar alojo al sargento alemán Joseph Breitner, si bien terminó siendo acusado junto a Giovanni Barbati, otro joven del pueblo, de robar en repetidas ocasiones cigarrillos y chocolate de un camión del ejército. Tras ser acusados por Breitner, ambos fueron interrogados en los cuarteles alemanes de la zona en presencia del teniente Nebgen Haing y del traductor italiano Enrico D'Armoneco, oriundo de Bolzano. A diferencia de su compañero, Masci confesó, aunque los dos fueron finalmente condenados a muerte y conducidos ante un pelotón de fusilamiento dispuesto a lo largo de la carretera que conduce a la aldea de Pescocanale. Barbati se las arregló para escapar tras saltar por un precipicio y huir en medio de la espesa vegetación de la zona, no corriendo Masci con la misma suerte; el joven murió fusilado, si bien fue sometido a diversas torturas antes de morir por los soldados alemanes, quienes llegaron al extremo de amputarle los genitales.
Durante las semanas siguientes se cometieron numerosos actos de violencia así como ejecuciones en los municipios de Abruzzo adyacentes a la carretera nacional, especialmente en las localidades de Aielli, Avezzano, Balsorano, Carsoli, Collarmele, Collelongo, Civitella Roveto, Gioia dei Marsi, Lecce nei Marsi, Onna, Opi, Pescina, Roccaraso, Tagliacozzo, Trasacco y Villetta Barrea, siendo las líneas ferroviarias empleadas por los nazis con fines logísticos. El 26 de mayo, los Aliados, mediante la irrupción en la Línea Gustav, bombardearon algunos puntos de la línea de ferrocarril Avezzano-Roccasecca, destruyendo la estación de Capistrello. Entretanto, y antes de dirigirse hacia el norte, los alemanes permanecieron en la aldea, cometiendo actos de violencia sin precedentes contra la población local.
El 4 de junio, día de la liberación de Roma por los Aliados y cinco días antes de la llegada de las tropas a la localidad, los alemanes decidieron efectuar un último cerco en las montañas que circundaban la aldea. En la pendiente oeste del macizo del monte Salviano 33 pastores y ganaderos de Capistrello y municipios cercanos fueron arrestados mientras buscaban refugio ante el temor de nuevos bombardeos aéreos. Los detenidos fueron encerrados en un almacén de mercancías situado en el ferrocarril bombardeado y tiroteados con tal violencia que ocho de las víctimas no pudieron ser identificadas. Los cuerpos, desnudos y desprovistos de todas sus pertenencias, fueron arrojados a un hoyo producto de los bombardeos de los Aliados el 26 de mayo.

## Actualidad
Actualmente las víctimas, entre las que figuran tres chicos menores de edad, son consideradas mártires. El 25 de mayo de 2004, el presidente de la República Italiana Carlo Azeglio Ciampi otorgó a Capistrello la Medalla de Oro al Mérito Civil.

## Víctimas
20 de marzo de 1944:
- Piero Masci (18 años)

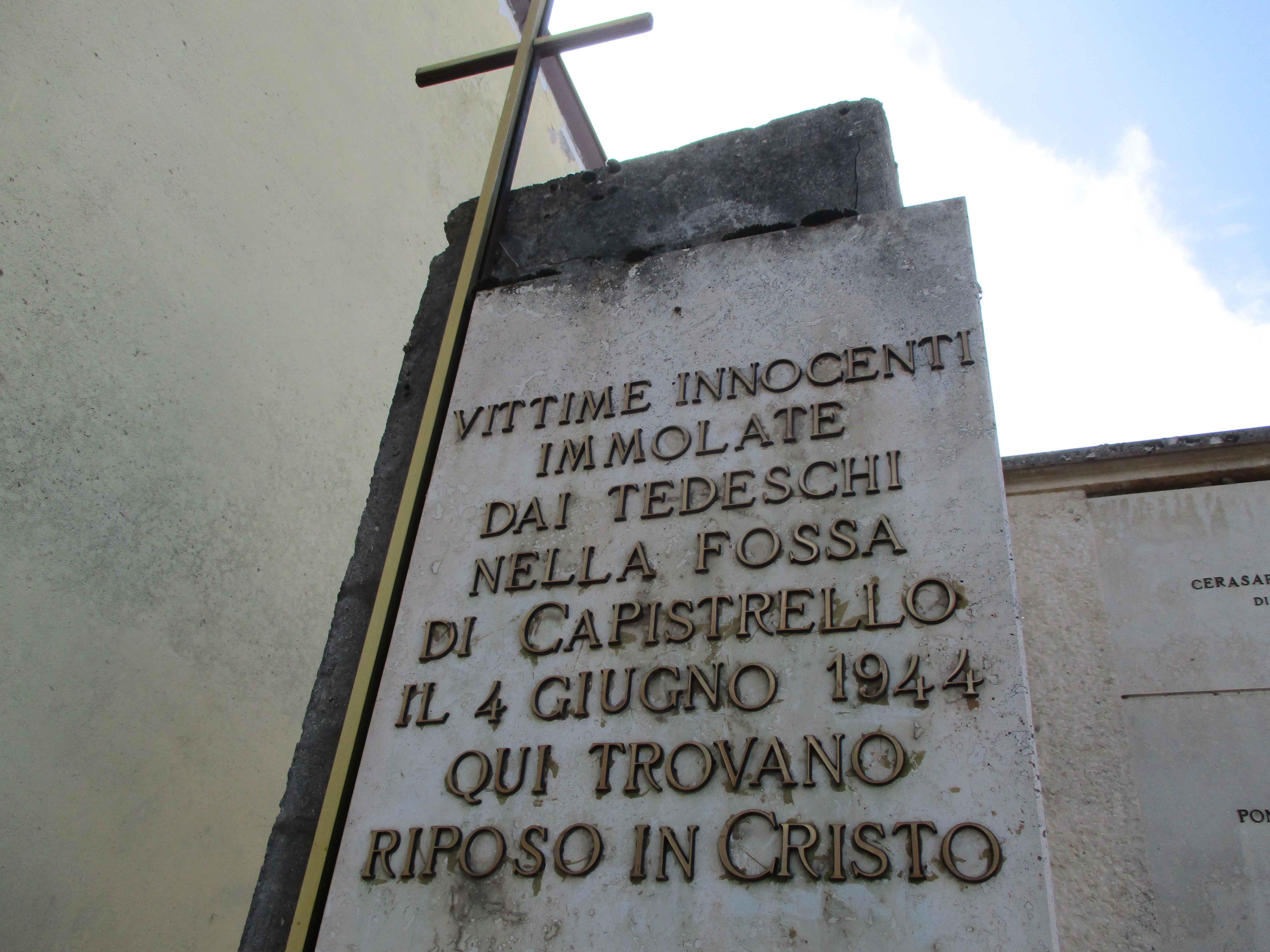
Placa en memoria de las víctimas.

4 de junio de 1944: solo 25 de las 33 víctimas fueron identificadas:
- Aurelio Alonzi (20)
- Giacomo Cerasani (27)
- Angelo Cipriani (44)
- Ezechiele Di Giammatteo (38)
- Tullio Di Matteo (20)
- Antonio Forsinetti (39)
- Giuseppe Forsinetti (13)
- Franco Gallese (21)
- Pasquale Giangoli (40)
- Luigi Giffi (18)
- Alfredo Lustri (28)
- Alessandro Palumbo (16)
- Domenico Palma (55)
- Antonio Pontesilli (19)
- Bernardo Raniero (17)
- Mario Ricci (45)
- Alfonso Rosini (43)
- Loreto Rosini (40)
- Giuseppe Rulli (31)
- Innocenzo Serafini (53)
- Mario Sorgi (23)
- Fernando Stati (34)
- Emilio Stirpe (32)
- Giovanni Tiburzi (25)
- Luigi Volpe (31)